# Lista producțiilor Full Moon Features
Aceasta este o listă a producțiilor Full Moon Features. Nu cuprinde filmele lui Charles Band înainte de fondarea de către acesta în 1988 a companiei Full Moon Features.

## Full Moon

### Serii Full Moon Productions
- Puppet Master (1989)
- Meridian: Kiss of the Beast (1990)
- Shadowzone (1990)

### Serii Full Moon Entertainment
- Crash and Burn (1990)
- Puppet Master II (1990)
- Dollman (1991)
- The Pit and the Pendulum (1991)
- Puppet Master III: Toulon's Revenge (1991)
- Subspecies (1991)
- Trancers II (1991)
- Bad Channels (1992)
- Demonic Toys (1992)
- Doctor Mordrid (1992)
- Netherworld (1992)
- Seedpeople (1992)
- Trancers III (1992)
- Arcade (1993)
- Bloodstone: Subspecies II (1993)
- Dollman vs. Demonic Toys (1993)
- Invisible: The Chronicles of Benjamin Knight (1993)
- Mandroid (1993)
- Puppet Master 4 (1993)
- Robot Wars (1993)
- Bloodlust: Subspecies III (1994)
- Dark Angel: The Ascent (1994)
- Teama ascunsă (Lurking Fear, 1994)
- Oblivion (1994)
- Puppet Master 5: The Final Chapter (1994)
- Shrunken Heads (1994)
- Trancers 4: Jack of Swords (1994)
- Trancers 5: Sudden Deth (1994)
- Castle Freak (1995)
- Demon in the Bottle (1996)
- Oblivion 2: Backlash (1996)

### Serii Full Moon Studios
- Vampire Journals (1997)

### Serii Full Moon Pictures
- Alien Abduction: Intimate Secrets (1996)
- Head of the Family (1996)
- Petticoat Planet (1996)
- The Creeps (1997)
- Hideous! (1997)
- Curse of the Puppet Master (1998)
- Shrieker (1998)
- Subspecies 4: Bloodstorm (1998)
- Talisman (1998)
- Blood Dolls (1999)
- The Boy with the X-Ray Eyes (1999)
- The Incredible Genie (1999)
- The Killer Eye (1999)
- Retro Puppet Master (1999)
- Totem (1999)
- Witchouse (1999)
- The Dead Hate the Living! (2000)
- Killjoy (2000)
- Prison of the Dead (2000)
- Sideshow (2000)
- Voodoo Academy (2000)
- Witchouse II: Blood Coven (2000)
- Demonicus (2001)
- Horrorvision (2001)
- Vampire Resurrection (2001)
- Witchouse 3: Demon Fire (2001)
- Groom Lake (2002)
- Hell Asylum (2002)
- Jigsaw (2002)
- Killjoy 2: Deliverance from Evil (2002)
- Speck (2002)
- Trancers 6 (2002)

### Serii Full Moon Features
- Bleed (2002)
- Birth Rite (2003)
- Darkwalker (2003)
- Deadly Stingers (2003)
- Delta Delta Die! (2003)
- Puppet Master: The Legacy (2003)
- Dr. Moreau's House of Pain (2004)
- Tomb of Terror (2004)
- The Baker's Dozen (2005)
- Decadent Evil (2005)
- Doll Graveyard (2005)
- The Gingerdead Man (2005)
- Horrific! (2005)
- Monsters Gone Wild (2005)
- The Possessed (2005)
- Urban Evil (2005)
- When Puppets and Dolls Attack (2005)
- Aliens Gone Wild (2005)
- Evil Bong (2006)
- Petrified (2006)
- Dangerous Worry Dolls (2007)
- Dead Man's Hand (2007)
- Decadent Evil II (2007)
- Deadly End (2008)
- Gingerdead Man 2: Passion of the Crust (2008)
- Evil Bong 2: King Bong (2009)
- Skull Heads (2009)
- Demonic Toys 2 (2009/2010)
- Killjoy 3 (2010)
- Puppet Master: Axis of Evil (2010)
- Evil Bong 3D: The Wrath of Bong (2011)
- Gingerdead Man 3: Saturday Night Cleaver (2011)
- The Dead Want Women (2012)
- DevilDolls (2012)
- Killer Eye: Halloween Haunt (2012)
- Killjoy Goes to Hell (2012)
- Puppet Master X: Axis Rising (2012)
- Gingerdead Man vs. Evil Bong (2013)
- Ooga Booga (2013)
- Unlucky Charms (2013)
- The Dead Reborn (2013)
- Trophy Heads (2014)
- Evil Bong 420 (2015)
- Evil Bong: High-5! (2016)
- Killjoy's Psycho Circus (2016)
- Ravenwolf Towers (2016)
- Puppet Master: Axis Termination (2017)
- Evil Bong 666 (2017)
- Evil Bong 777 (2018)
- Weedjies: Halloweed Night (2019)
- Necropolis: Legion (2019)
- Corona Zombies (2020)
- Barbie & Kendra Save the Tiger King (2020)
- Blade: The Iron Cross (2020)
- Barbie & Kendra Storm Area 51 (2020)
- Femalien: Cosmic Crush Episode 1 (2020)
- Femalien: Cosmic Crush Episode 2 (2020)
- The Resonator: Miskatonic U (2021)
- The Gingerweed Man (2021)

## Alte mărci înregistrate

### Moonbeam Entertainment
- Prehysteria! (1993)
- Remote (1993)
- Beanstalk (1994)
- Dragonworld (1994)
- Pet Shop (1994)
- Prehysteria! 2 (1994)
- Josh Kirby... Time Warrior: Chapter 1, Planet of the Dino-Knights (1995)
- Josh Kirby... Time Warrior: Chapter 2, the Human Pets (1995)
- Josh Kirby... Time Warrior: Chapter 3, Trapped on Toyworld (1995)
- Josh Kirby... Time Warrior: Chapter 4, Eggs from 70 Million B.C. (1995)
- Leapin’ Leprechauns! (1995)
- Magic Island (1995)
- Prehysteria! 3 (1995)
- Josh Kirby... Time Warrior: Chapter 5, Journey to the Magic Cavern (1996)
- Josh Kirby... Time Warrior: Chapter 6, Last Battle for the Universe (1996)
- Magic in the Mirror (1996)
- Spellbreaker: Secret of the Leprechauns (1996)
- Magic in the Mirror: Fowl Play (1997)
- Mystery Monsters ''aka Goobers'' (1997)
- Johnny Mysto: Boy Wizard (1997, Video)
- The Secret Kingdom (1998)
- The Shrunken City (1998)
- Clockmaker ''aka Timekeeper'' (1998, TV Movie)
- The Search for the Jewel of Polaris: Mysterious Museum (1999)
- Phantom Town (1999, Video)
- Aliens in the Wild, Wild West (1999, Video)
- Shapeshifter ''aka Shifter'' (1999)
- Teenage Space Vampires (1999)
- Planet Patrol (1999, Video)
- Teen Sorcery (1999, Video)
- Teen Knight ''aka Medieval Park'' (1999, TV Movie)
- The Boy with the X-Ray Eyes (1999)
- Excalibur Kid (1999, Video)
- Task Force 2001 (2000, Video)

Sursa 

### Torchlight Entertainment
- Beach Babes from Beyond (1993)
- Test Tube Teens from the Year 2000 (1994)
- Beach Babes 2: Cave Girl Island (1995)
- Blonde Heaven (1995)
- Huntress: Spirit of the Night (1996)
- Petticoat Planet (1996)
- Lurid Tales: The Castle Queen (1997)

### Monster Island Entertainment
- Zarkorr! The Invader (1996)
- Kraa! The Sea Monster (1998)

### Filmonsters!
- Frankenstein Reborn! (1998)
- The Werewolf Reborn! (1998)

### Alchemy Entertainment/Big City Pictures
- Ragdoll (1999)
- The Horrible Dr. Bones (2000)
- The Vault (2000)
- Cryptz (2002)

### Edge Entertainment
- Freeway II: Confessions of a Trickbaby (1999)
- Dying to Get Rich! (2000)
- Gun: Fatal Betrayal (2000)